# Parafia św. Katarzyny Aleksandryjskiej w Jaśliskach
Parafia św. Katarzyny w Jaśliskach – parafia rzymskokatolicka znajdująca się w archidiecezji przemyskiej w dekanacie Rymanów. Erygowana w 1366.
Parafia ma kościół filialny w Woli Niżnej.

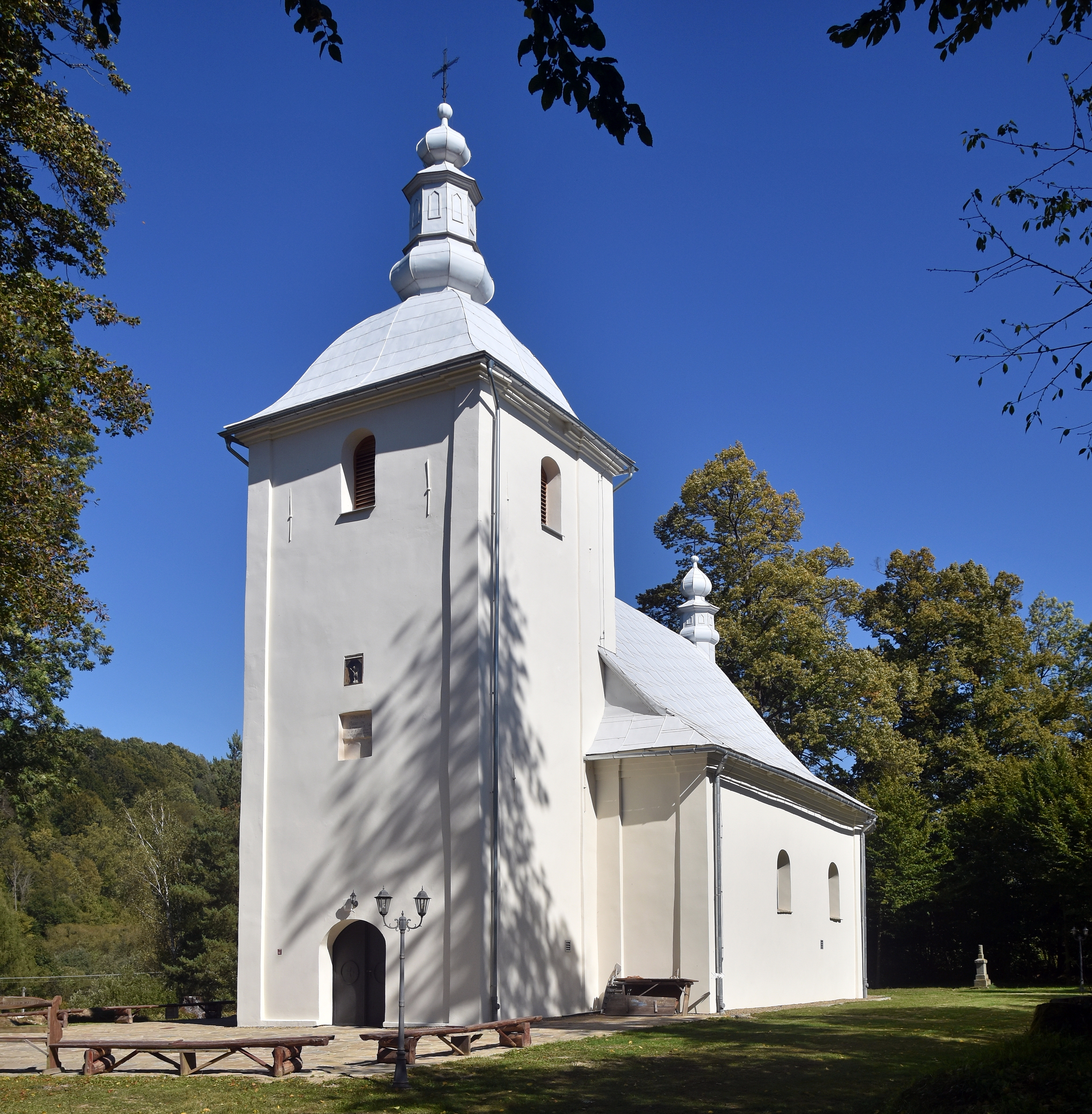
Dawna cerkiew św. Mikołaja w Woli Niżnej